# Burgessomedusa phasmiformis
Burgessomedusa phasmiformis — викопний вид медуз, що існував у середньому кембрії. Скам'янілі відбитки медузи виявлені у відкладеннях формації Берджес-Шейл в Канаді. Її вважають найдавнішою однозначно вільно плавучою медузою.

## Опис
Медуза з дзвоноподібним тілом із приблизно 90 короткими щупальцями. Щупальця розташовані по краю ротової порожнини, займаючи приблизно 15 % висоти парасольки. Тіло сягало 20 см завдовжки. Порожнина шлунка розташована у найвищій точці парасольки, займаючи приблизно 30 % загальної площі тіла. Центральна частина, відома як манубрій, має довжину, еквівалентну двом третинам розміру парасольки. Репродуктивні структури, подовжені та яйцеподібні статеві залози, займають приблизно 45 % висоти парасольки. Ці статеві залози розташовані в кутах парасольки, хоча всередині вони лежать посередині між краєм парасольки та манубрієм.